# 高梨謙吾
高梨謙吾（日语：／ Takanashi Kengo，1986年6月12日—），日本男性配音員。出身於東京都。
ARTSVISION所屬，日本播音演技研究所畢業。興趣有電影、音樂及芝居的鑑賞、唱卡拉OK、陪小孩玩耍。特長為彈吉他、跳舞。

## 演出作品
粗體字表示飾演的主要角色。

### 電視動畫
2010年
- 侵略！花枝娘（客人）
- STAR DRIVER 閃亮的塔科特（男學生）
- FORTUNE ARTERIAL 赤之約束（男學生）

2012年
- 足球騎士（王牌2號、帝都大附中10號）
- 黃昏乙女×失憶幽靈（男學生）
- 男子高中生的日常（保則）
- DOG DAYS'（職人男）

2013年
- 銀之匙 Silver Spoon（西川一[3]）
- 斷裁分離的罪惡之剪（初中部男子）
- 我不受歡迎，怎麼想都是你們的錯！（清田、漫研社社員、男學生、黑木智貴的朋友）

2014年
- SHIROBAKO（佐倉良樹）
- 遊☆戲☆王ARC-V（刀堂刃）

2015年
- 加油社NEXT！（日语：ガンバレー部NEXT!）（山內晶大（日语：山内晶大））

2017年
- 機動戰士鋼彈 鐵血的孤兒（萊札·恩札）
- 高校星歌劇 第2期（蜂矢聰[4]）
- Just Because！（中嶋）

2018年
- 霸穹 封神演義（白鶴童子）
- 昴宿七星（天羽陽翔[5]）
- 夢王國與沉睡中的100位王子殿下（側近艾達姆）[注 1]
- 高分少女（賢二）
- 關於我轉生變成史萊姆這檔事（卡巴爾[6]）
- 我讓最想被擁抱的男人給威脅了。（田口守）
- 梅露可物語 -無氣力少年與瓶中少女-（克羅維斯）

2019年
- 高校星歌劇 第3期（蜂矢聰[7]）
- GIVEN 被贈與的未來（板谷翔吾）
- 星合之空（日下部喬伊）

2020年
- 異獸魔都（藤田[8]）
- 白貓Project ZERO CHRONICLE（阿德爾[9]）

2021年
- 關於我轉生變成史萊姆這檔事 第2期（卡巴爾）
- 關於我轉生變成史萊姆這檔事 轉生史萊姆日記（卡巴爾）
- 緋紅結繫（渡·弗雷澤）
- 歌劇少女!!（白川曉也[10]）
- 86－不存在的戰區－（埃爾文·馬塞爾）

2022年
- 永遠的831（宮前）
- 骸骨騎士大人異世界冒險中（伍德蘭）
- 魔法使黎明期（卡爾、士兵）
- 呆萌酷男孩（赤井[11]）

2023年
- 名偵探柯南（楠見廣之）
- 轉生貴族的異世界冒險錄～不知自重的眾神使徒～（吉恩、魔物①）

2024年
- 治癒魔法的錯誤使用法（一樹[12]）
- 關於我轉生變成史萊姆這檔事 第3期（卡巴爾）
- 村井之戀（村井[13]）

### OVA
2011年
- 型男戀愛王國 Love&Beauty★（日语：姫ギャルパラダイス）（直人）[注 2]

2018年
- 高校星歌劇 in 萬聖節 OVA3（蜂矢聰）[14]

### 電影動畫
2015年
- 你永遠是我的寶貝（特隆）

2018年
- Code Geass反叛的魯路修II 叛道（阿爾弗雷德·G·達爾頓）
- Code Geass反叛的魯路修III 皇道（亞伯拉罕隊員）

2020年
- 劇場版 SHIROBAKO（佐倉良樹[15]、忍者H[16]）

### 網路動畫
2013年
- 獨眼巨人少女齋楓（齋藤光）

2016年
- 「Rain of Memories」（仙台隊A）

### 遊戲
2007年
- Panic Palette（日语：Panic Palette）（園田盡）

2011年
- 西遊記傳（青龍）
- 降鬼一族（神／遺言）
- Starry☆Sky ～in Winter～ Portable

2012年
- 華之籠 ～緋色的碎片4～（綾讀）
- 命運魔杖2 FD ～獻給你的後記～（日语：ワンド オブ フォーチュン）（安里・瓦摩爾[17]）

2013年
- 華之籠 ～緋色的碎片4～ 四季之詩（綾讀[18]）
- 男友伴身邊（日语：ボーイフレンド（仮））（皇艾倫[19]）

2015年
- 憂世之志士（日语：憂世ノ志士・憂世ノ浪士）（岩倉具視）
- 憂世之浪士（岩倉具視）
- 東京陰陽師 ～天現寺橋怜的場合～ V Edition（天現寺橋怜[20]）

2016年
- 茜詠（一休宗純[21]）
- 最終騎士 -X fragments-（伊克薩）
- 怪盗夜想曲 ～幻影小夜曲～（忍者怪盗狐小僧[22]）
- 鋼彈創壞者3（日语：ガンダムブレイカー3）（[23]）
- 格鬥天王XIV（尼爾遜[24]）
- 最终幻想XIV：苍穹之禁城（埃马内兰）

2017年
- 足球小將翼 ～奮戰夢幻隊～（西尾浩司[25]）
- （林克）
- Destiny Child（貝里特）

2018年
- 刀劍亂舞 -ONLINE-（山姥切長義）
- 任天堂明星大亂鬥 特別版（林克）

2019年
- JUMP FORCE（的聲音）
- 格林回音（阿拉丁[26]）

2021年
- 最終幻想XIV：曉月之終途（埃馬內蘭、漢考克）
- 緋紅結繫（渡·弗雷澤）

2022年
- 刀劍亂舞無雙（山姥切长义）
- 明日方舟（謎圖）

2023年
- （林克）

2024年
- （赛斯·洛威尔）

### 外語配音

#### 電影
2011年
- 色·誘（Chloe）
- 哈利波特：死神的聖物2
- 紅男爵
- The Speak（日语：スピーク (映画)）（Luis〈Michael Klinger〉）

2014年
- 青春沙灘電影（英语：Teen Beach Movie）（Brady〈羅斯·林奇〉）

2015年
- 我的鋼鐵老爸（英语：The Finishers）（Julien Amblard〈Fabien Héraud〉）
- 忍者龜（Donatello〈Jeremy Howard〉[27]）

2016年
- 忍者龜：破影而出（Donatello〈Jeremy Howard〉）

2019年
- V.I.P.（金光日〈李鍾碩〉）

#### 電視影集
2010年
- 重返犯罪現場
- 太平洋戰爭

2011年
- 警察世家
- 需要浪漫
- 愛卡莉（Jeb）
- 廣告狂人 (第4季)（Mark）
- 尼基塔 (第1季)（Edy）

2012年
- 奧斯汀與艾莉（Austin Monica Moon〈羅斯·林奇〉）
- 聖誕愛神（英语：Christmas Cupid）
- 實習醫生
- 憨管家俏主人（Ryder Scanlon〈尼克·羅賓森〉）

2013年
- 孔子傳

2015年
- 紅橡樹（英语：Red Oaks）（David Myers〈Craig Roberts〉）

2016年
- The Sandhamn Murder（西班牙语：Morden i Sandhamn）
- 木偶奇遇記（チェ·ダルポ）

2017年
- 粗野少年族 (2016年電視影集)（英语：The Lost Boys）（Felix）

#### 動畫
2013年
- 彼得潘：新的冒險（Peter Pan[28]）

2014年
- 考拉大冒險（英语：The Outback (2012 film)）（Johnny the koala〈勞勃·許奈德〉）

2015年
- 太空英雄（Penn Zero〈托馬斯·米德蒂奇〉）

2017年
- 巨怪獵人（英语：Trollhunters）（Jim）

### 廣播劇CD
2013年
- Play Zone ～肉食男友與快感天使～（敦[29]）

2016年
- 篠田新宿探偵事務所 case3（篠田累）

2017年
- 理想的男朋友（谷）

### 特攝影集
2011年
- OOO·電王·All Riders Let's Go 假面騎士（鼴鼠意魔人的配音）

2013年
- 假面騎士Wizard（假面騎士的配音）

### 天象儀投影
- 神戶市立青少年科學館（日语：神戸市立青少年科学館）「星之船Argo」（北河二）
- Konica Minolta Planetarium（日语：コニカミノルタプラネタリウム）滿點「 Stars Fault」預告旁白

### 其它
- 個人製作3DCG作品 （2017年，尼可拉斯·G[30]）
- YOUNG JUMP公式官網 原創影片「皆中！」
- 「☆放送局＠藤城学園」MC
- 電影「我們在等著明天的晚餐（日语：僕らのごはんは明日で待ってる）」聲音指南
- 電影「我想吃掉你的胰臟」UDCast聲音指南
- 電影「愛，不由自主（日语：ナラタージュ）」UDCast聲音指南

## 音樂作品

### 角色歌曲
| 發行日期 | 標題                                                                                             | 名義 | 曲名                                 | 商業搭配                              |
| 2015年   | 2015年                                                                                           | 2015年 | 2015年                               | 2015年                                |
| -------- | ------------------------------------------------------------------------------------------------ | --- | ------------------------------------ | ------------------------------------- |
| 7月15日  | 男友伴身邊 角色CD系列 vol.2 遊馬百汰&東雲巽&皇艾倫&瀨名龍之介                                    | 皇艾倫（高梨謙吾） | 「S.G.K」                            | 遊戲《男友伴身邊》相關歌曲            |
| 2017年   |                                                                                                  | |                                      |                                       |
| 4月5日   | TV 高校星歌劇 舞台音樂劇歌曲系列 ☆2nd SHOW TIME 1☆ 揚羽&揚羽×蜂矢                                | 揚羽陸（島﨑信長）&蜂矢聰(高梨謙吾) | 「Nervous-aid」                      | 電視動畫《高校星歌劇》相關歌曲        |
| 6月7日   | TV 高校星歌劇 舞台音樂劇歌曲系列 ☆2nd SHOW TIME 10☆ 星谷×柊×鳳&揚羽×蜂矢×北原×南條               | 揚羽陸（島崎信長）、蜂矢聰（高梨謙吾）、北原廉（梅原裕一郎）、南條聖（武內駿輔） | 「Storytellers」                     | 電視動畫《高校星歌劇》相關歌曲        |
| 6月21日  | TV 高校星歌劇 舞台音樂劇歌曲系列 ☆2nd SHOW TIME 12☆ team鳳＆team柊＆揚羽×蜂矢×北原×南條&All Cast | 揚羽陸（島崎信長）、蜂矢聰（高梨謙吾）、北原廉（梅原裕一郎）、南條聖（武內駿輔） | 「Gift ～揚羽×蜂矢×北原×南條Ver.～」 | 電視動畫《高校星歌劇》相關歌曲        |
| 6月21日  | TV 高校星歌劇 舞台音樂劇歌曲系列 ☆2nd SHOW TIME 12☆ team鳳＆team柊＆揚羽×蜂矢×北原×南條&All Cast | All Cast | 「Gift ～～」                        | 電視動畫《高校星歌劇》劇中插入歌      |
| 9月27日  | 男友伴身邊企劃 音樂專輯 藤城學園 #01                                                             | 3-D | 「Summer Magic」                     | 遊戲《男友伴身邊閃亮☆音符》相關歌曲   |
| 2018年   |                                                                                                  | |                                      |                                       |
| 1月24日  | 男友伴身邊企劃 音樂專輯 藤城學園 #02                                                             | 不屈的武士道組 | 「極！武士道一」                     | 遊戲《男友伴身邊閃亮☆音符》相關歌曲   |
| 1月24日  | 男友伴身邊企劃 音樂專輯 藤城學園 #02                                                             | PRINCE | 「Wonderful World」                  | 遊戲《男友伴身邊閃亮☆音符》相關歌曲   |
| 3月28日  | Figure Heads 原聲音樂                                                                            | 辛迪（中惠光城）、海萊因（高梨謙吾） | 「Cherry Pie」                       | 遊戲《Figure Heads》相關歌曲          |
| 10月24日 | 高校星歌劇 in 萬聖節 BD&DVD特典CD                                                                | 揚羽陸（島崎信長）、蜂矢聰（高梨謙吾）、南條聖（武内駿輔）、早乙女律（置鮎龍太郎）、雙葉大我（保志總一朗） | 「Wanna be Scream？」                | OVA《高校星歌劇 in 萬聖節》劇中插入歌 |
| 2019年   |                                                                                                  | |                                      |                                       |
| 7月10日  | ☆3rd SHOW TIME 2☆鳳×揚羽×北原&揚羽×蜂矢×北原×南條                                                | 揚羽陸（島崎信長）、蜂矢聰（高梨謙吾）、北原廉（梅原裕一郎）、南條聖（武內駿輔） | 「★」                                | 電視動畫《高校星歌劇》相關歌曲        |
| 7月24日  | ☆3rd SHOW TIME 4☆ 春日野詩音&team楪                                                              | team楪 | 「」                                 | 電視動畫《高校星歌劇》相關歌曲        |
| 8月7日   | ☆3rd SHOW TIME 6☆ team鳳×team柊×team楪×team漣&那雪Sisters                                        | team鳳、team、team楪、team漣 | 「Magic Time Maker」                 | 電視動畫《高校星歌劇》第3期劇中插入歌 |
| 9月18日  | ☆3rd SHOW TIME 12☆ team辰己&team星谷&team2年生                                                   | team星谷 | 「高校星歌劇 --」                    | 電視動畫《高校星歌劇》第3期劇中插入歌 |
| 9月18日  | ☆3rd SHOW TIME 12☆ team辰己&team星谷&team2年生                                                   | 星谷悠太（花江夏樹）、那雪透（小野賢章）、月皇海斗（亞瑟·朗恩斯伯里）、天花寺翔（細谷佳正）、空閑愁（前野智昭）、辰己琉唯（岡本信彥）、申渡榮吾（內田雄馬）、戌峰誠士郎（興津和幸）、虎石和泉（KENN）、卯川晶（松岡禎丞）、揚羽陸（島﨑信長）、蜂矢聰（高梨謙吾）、北原廉（梅原裕一郎）、南條聖（武內駿輔） | 「我綾薙園華 ～NEXT STAGE～」        | 電視動畫《高校星歌劇》第3期片頭主題曲 |

## 腳註

## 外部連結
- ARTSVISION公式官網的聲優簡介 （日語）
- 高梨謙吾的X（前Twitter） （日語）